# 斯普林菲爾德鎮區 (新澤西州尤寧縣)
斯普林菲爾德鎮區（英語：Springfield Township）是位於美國新澤西州尤寧縣的一個鎮區。

## 地方資料
斯普林菲爾德鎮區的面積為13.40平方千米，當中陸地面積為13.36平方千米，而水域面積為0.04平方千米。根據2020年美國人口普查的數據，當地共有人口17178人，而人口密度為每平方千米1,281.94人。